# Feuchter Pinsel

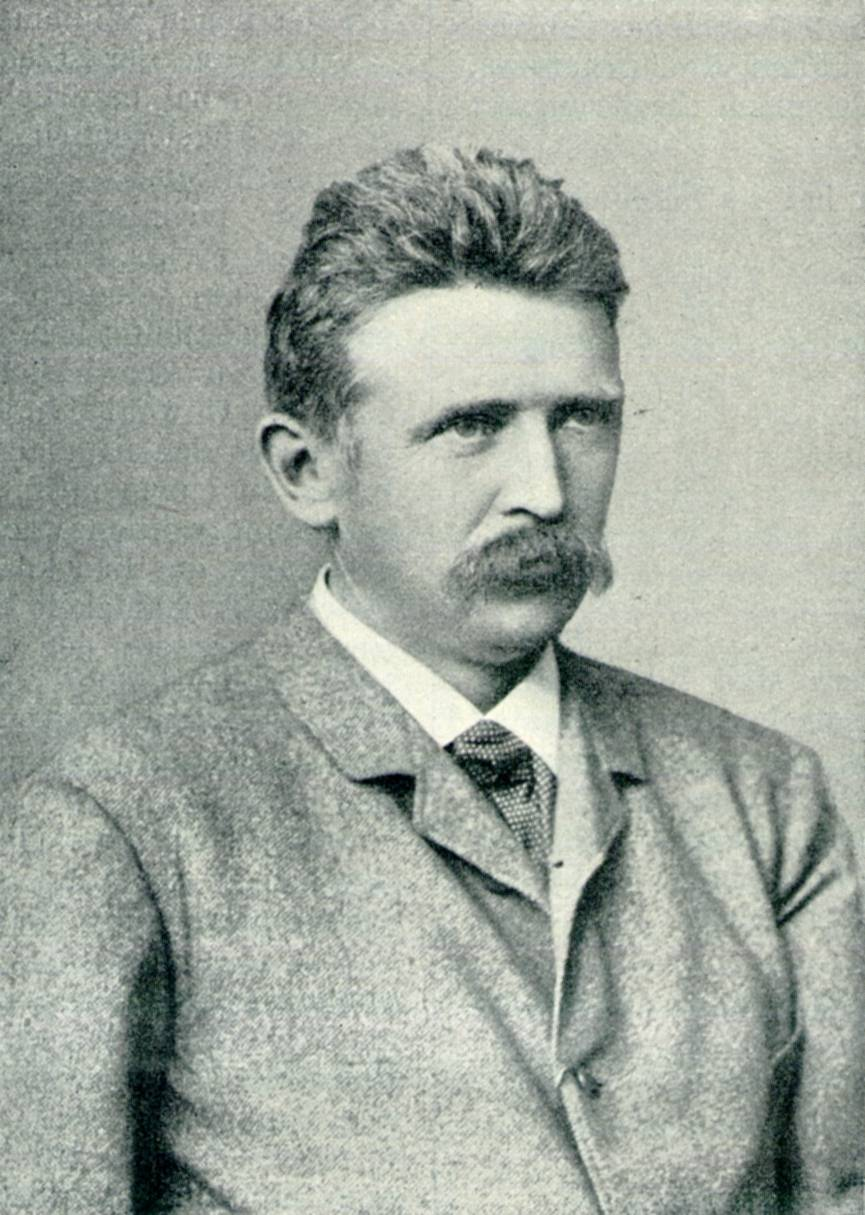
Constantin Uhde (1885), Gründungsmitglied von 1881.

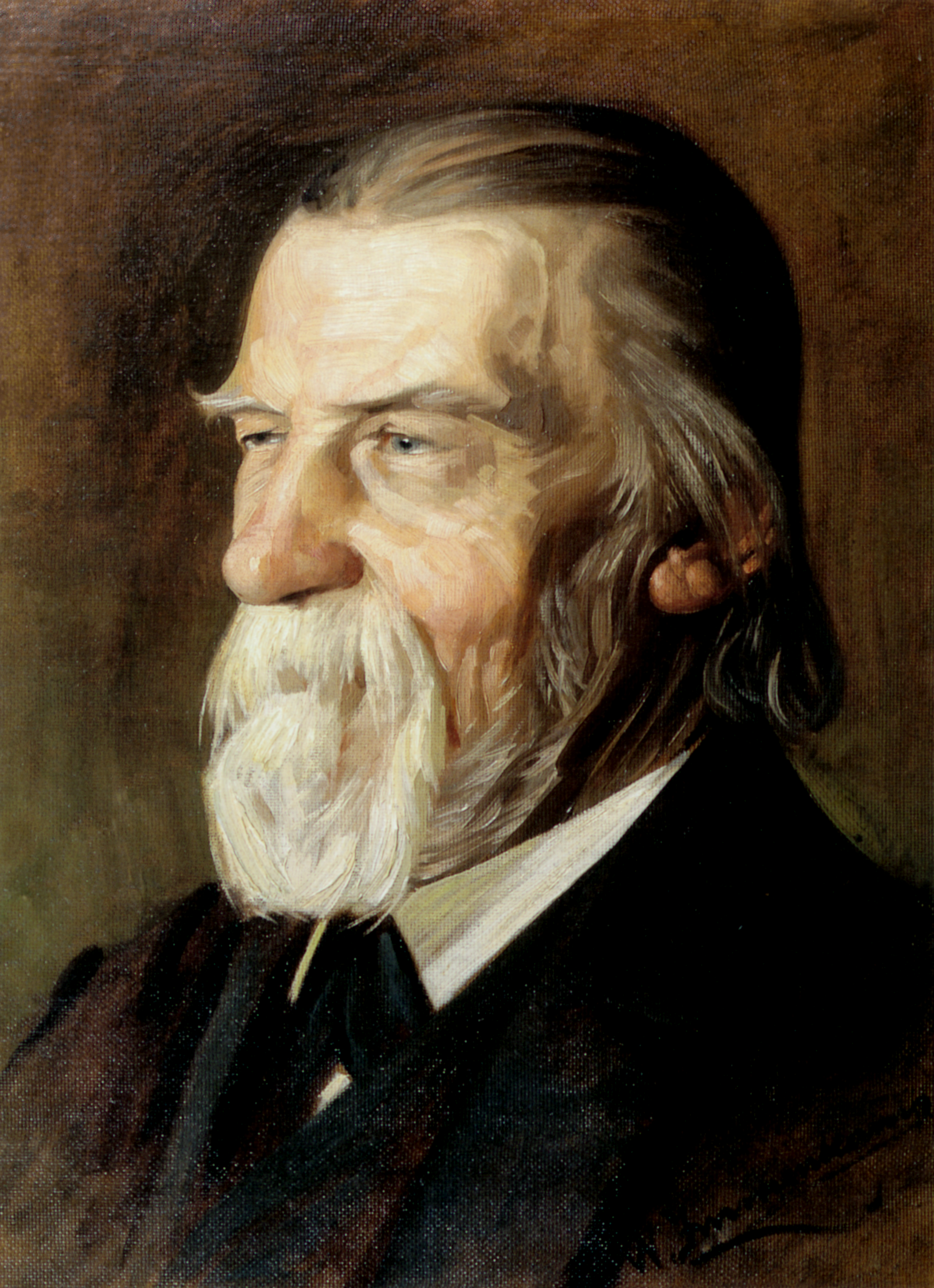
Wilhelm Raabe (Gemälde von 1911), Mitglied seit 1883.

Der Feuchte Pinsel (FP) war ein geselliger Zusammenschluss von Kunstmalern, Kunsthistorikern, Bildhauern und Schriftstellern sowie Kunstinteressierten, der 1881 in Braunschweig gegründet wurde und bis in die 1920er Jahre bestand.

## Geschichte
Gründungsmitglieder waren drei Braunschweiger Dozenten der Herzoglichen Polytechnischen Schule (Collegium Carolinum) und der Städtischen Gewerbeschule Braunschweig, aus denen sich die Technische Universität Braunschweig und die Hochschule für Bildende Künste Braunschweig entwickelten: Johannes Leitzen, Constantin Uhde und Hans Herse.
Die Devise des Feuchten Pinsels war Allzeit haarig, straff und feucht. 1883 trat Wilhelm Raabe dem Club bei und wurde bald dessen Mittelpunkt. Viele Mitglieder des Künstlerclubs waren gleichzeitig auch Mitglieder der 1859 gegründeten und noch heute bestehenden Vereinigung Der ehrlichen Kleiderseller zu Braunschweig, deren Mitglieder gelegentlich auch zu den Treffen des Feuchten Pinsels eingeladen wurden.
Zweck des Künstlervereins war vorrangig das gesellige Beisammensein. So traf man sich hauptsächlich in der Altdeutschen Weinstube bei Sievers auf der Höhe sowie auch bei Stiftungsfesten, wo der Sänger des Vereins, August Hermann, selbst verfasste Lieder vortrug, deren Texte und Noten sich heute im Stadtarchiv Braunschweig befinden.
Der Verein bestand bis in die 1920er Jahre.

## Mitglieder
Gründungsmitglieder:
- Johannes Leitzen, Architekt und Maler, Direktor und Dozent an der Städtischen Gewerbeschule Braunschweig
- Constantin Uhde, Architekt und Dozent für Antike Baukunst an der Herzoglichen Polytechnischen Schule (Collegium Carolinum) in Braunschweig
- Hans Herse, Maler und Dozent an der Städtischen Gewerbeschule Braunschweig

Sonstige Mitglieder (Auswahl):
- Gustav Bohnsack, Architekt und Dozent für Baugeschichte und mittelalterliche Baukunst an der Herzoglich Polytechnischen Schule (Collegium Carolinum)
- Carl Bourdet, Kunstmaler und Aquarellist
- Otto Elster, Schriftsteller
- Franz Fuhse, Direktor des Städtischen Museums Braunschweig
- Wilhelm Grotrian, Pianofabrikant
- August Hermann, Lehrer und Schriftsteller
- August Peters, Kunst-, Dekorations- und Landschaftsmaler
- Wilhelm Raabe, Schriftsteller
- Ludwig Winter, Stadtbaurat